# Vouliásta
Vouliásta (Vouliasta) är en ort i Grekland.   Den ligger i prefekturen Nomós Ioannínon och regionen Epirus, i den centrala delen av landet, 290 km nordväst om huvudstaden Aten. Vouliásta ligger 452 meter över havet och antalet invånare är 117.
Terrängen runt Vouliásta är kuperad åt nordost, men åt sydväst är den bergig. Runt Vouliásta är det ganska glesbefolkat, med 40 invånare per kvadratkilometer. Närmaste större samhälle är Pediní, 19,0 km norr om Vouliásta. I omgivningarna runt Vouliásta växer i huvudsak blandskog.